# Velika Planina
Velika Planina (en esloveno, «Montaña Grande» o «Monte Grande») es una zona montañosa de Eslovenia, situada a 50 km al noreste de Liubliana, que se expande por los Alpes de Kamnik y de la Savinja. Comprende toda la meseta de Poljanska, compuesta por Velika, Mala y Gojška Planina (también Dovja raven o Stanovski stan y Marjanine njive), Konjščica y el monte Dol. Tiene una altitud media de 1.600 metros. Los pastos de Velika Planina se expanden hasta aproximadamente 1550 metros, donde antaño hubo bosque cerrado. 
Velika Planina, en el sentido más literal, significa «pasto de montaña», y se trata del más grande de Eslovenia, extendiéndose sobre unas 557 hectáreas. Aquí pueden pastar 300 cabezas de ganado. Las áreas más bajas están todavía cubiertas por bosques de abeto, lárice y haya, en las zonas altas hay piedra y está parcialmente recubierta por pino enano. 

## Localidad
Velika planina es también una de las localidades del término municipal de Kamnik. Según el censo de 2002, viven permanentemente en Velika Planina cuatro habitantes.

## Funicular
En el año 1963 fue construido el funicular, con el que es posible llegar desde Kamniška Bistrica a la cumbre, llamada Šimnovec (1407 m) y desde allí con el telesilla hasta el pico Gradišče (1666 m). Así, Velika Planina se convirtió en el pasto de montaña más grande accesible desde un valle en pocos minutos.

## Historia
El hombre estuvo presente en Velika planina ya en tiempos prehistóricos, como testimonian algunos hallazgos arqueológicos. Durante el Medioevo algunos pastores se asentaron en la zona, según se constata con el hallazgo de un plano de la que es la más antigua cabaña pastoril del siglo XVI, que según las medidas es casi idéntica a la actual Preskarjeva bajta.
La "Preskarjeva bajta", que se encuentra junto a la vaqueriza de Velika planina, se distingue de otras cabañas más modernas por su techo oval cubierto de arriba abajo con ripias, sin ventanas ni puertas, y con una chimenea y piedras que sirven de apoyo. La cabaña, tal como la podemos ver hoy, fue construida al final de la Segunda Guerra Mundial, porque los nazis y los milicianos quemaron todas las cabañas pastoriles durante el invierno de 1944/1945, incluso la capilla de Marija Snežna. La capilla fue reconstruida en 1988 según las propuestas del arquitecto esloveno Vlasto Kopač (1913-2006). 
Entre las características etnográficas de Velika planina no están solamente las cabañas pastoriles y varios productos de madera de uso diario (como cucharas, un cuchillo, cucharones de diferentes tamaños y formas, ponchos para protegerse de la lluvia, etc.), sino también el "trnič", un tipo de queso curado en forma de pera, que se encuentra solamente aquí.
En el invierno de 1931-1932 se inició un nuevo tipo de turismo llamado »bajtarstvo«, con el que se podía alquilar una de las cabañas en la temporada en que el ganado se encontraba en el valle. El primer inquilino e iniciador fue Rajko Gregorc.
En el año 1963 la empresa "Ljubljana transport" expropió algunas áreas, en la que un año después empezaría a funcionar la telecabina (septiembre de 1964).
En el año 1966 se unieron también el hotel Šimnovec y el albergue Zeleni rob. Poco después empezó a expandirse el campo de esquí con nuevas instalaciones y teleskís.
Hoy en día Velika Planina es centro deportivo anual e invernal con telecabina funicular, telesillas, teleskis, albergues y refugios alpinos y con cabañas turísticas privadas, construidas según el patrón de las viejas cabañas pastoriles.

## Accesos

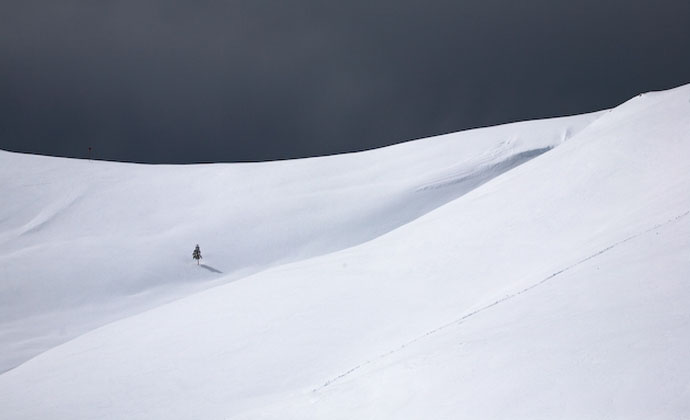
Velika planina en invierno

En telecabina desde el valle de Kamniška Bistrica.
Desde el paso Volovjek y entre los valles Črna y Lučnica.
Por el camino de montaña desde Stahovica por Sveti Primož (3h).
Desde el albergue alpino de Kamniška Bistrica y Kopišče por Dol (5h).
Desde el albergue Kocbek en Korošica (4h).
Desde Luče a través del paso Volovjek (4½h).

## Campo de esquí
En invierno, con las condiciones de nieve propicias, funciona la estación de esquí. Depende completamente de las nevadas a causa de la prohibición de fabricar nieve artificial.
| Tipo de instalación | Nombre de instalación | Año de construcción |
| ------------------- | --------------------- | ------------------- |
| Telecabina          | Velika planina        | 1964                |
| Telesilla           | Šimnovec              |                     |
| Teleskí             | Purman                | 1972                |
| Teleskí             | Jurček                |                     |
| Teleskí             | Zeleni rob            |                     |
| Teleskí             | Tiha 1                |                     |
| Teleskí             | Tiha 2                |                     |
| Teleskí             | Tiha 8                |                     |